# Henric al IV-lea cel Drept
Henric al IV-lea supranumit cel Drept (în poloneză: Henryk IV Probus sau Prawy; n. 1256 – d. 23 iunie 1290, Wrocław, Duchy of Wroclaw⁠(d)), aparținând Dinastiei Piast, a fost Duce de Silezia din 1266 și Mare Duce al Poloniei din 1288 până la sfârșitul vieții.

## Biografie
Fiind minor la moartea tatălui său în 1266, Henric al IV-lea a fost plasat sub tutela unchiului său patern, arhiepiscopul Vladislav de Salzburg. Acesta considera că desele călătorii între Cracovia și Salzburg erau nepotrivite pentru un copil, astfel că în 1267 l-a trimis pe Henric la Praga pentru a fi educat la curtea regelui Ottokar al II-lea al Boemiei. După moartea lui Vladislav în 1270 Ottokar a preluat Cracovia.
La scurt timp după moartea unchiului său, care îl desemnase moștenitorul său universal, Henric a revenit la Cracovia unde s-a aflat în grija directă a unuia dintre cei mai apropiați consilieri ai tatălui său, Simon Gallicusa. Henric a primit o educație complexă ceea ce poate explica interesul său pentru cultură și poezie. Cooperarea dintre Henric și regele Ottokar al II-lea a fost exemplară. În 1271 Henric a participat la o expediție militară împotriva Ungariei, care a determinat un atac la  Wroclaw, al prinților Árpád și aliații lor, ducele Poloniei Mari și Mici.
În 1273 Henric a fost declarat major și și-a asumat  la Wroclaw guvernarea Ducatului Silezia, care, după desprinderea orașelor Opole, Legnica și Głogów, cuprindea doar partea de est a terenurilor din Silezia Inferioară. El a început să urmeze o politică mai independentă față de Boemia, inclusiv în ceea ce privea relațiile de prietenie cu verii săi din Silezia Superioară, ducele Vladislav de Opole, și ducele Przemysl al II-lea al Poloniei Mari.

### Răpirea lui Henric de către Boleslav al II-lea cel Pleșuv
Henric l-a sprijinit pe regele Ottokar al II-lea în conflictul cu regele Rudolf I al Sfântului Imperiu Roman în 1276, oferind hrană și adăpost trupelor Boemiei. Când regelui Ottokar al II-lea i-a fost impusă interdicția imperială, ducele de Legnica, Boleslav al II-lea cel Pleșuv, a profitat de ocazie și i-a cerut nepotului său să ocupe regiunea Jelcz. În 1277 Henric a fost capturat, dar din fericire, încarcerarea sa a provocat indignare. Aliații lui Ottokar, ducele Henric al III-lea de Głogów și ducele Przemysl al II-lea al Poloniei Mari, au încercat să-l eliberareze pe Henric. Regele Boemiei a trimis doar apeluri și cereri de eliberare. Alianții lui Henric au fost învinși de Henric al V-lea cel Gras, fiul lui Boleslav al II-lea, în sângeroasa bătălie de la Stolec din 24 aprilie 1277, unde au fost capturați atât ducele Przemysl al II-lea cât și Henric al III-lea.
Henric al IV-lea a fost eliberat abia la sfârșitul anului, atunci când a decis să capituleze după ce aflase de înfrângerea aliatului său principal, regele Ottokar al II-lea, în lupta împotriva trupelor imperiale și ungare în Bătălia de pe Marchfeld din 1278. Henric al IV-lea a fost nevoit să-i cedeze lui Boleslav al II-lea o treime din posesiunile sale, inclusiv orașele Środa Śląska și Strzegom, și a fost forțat să dea ca gaj regiunea Krosno Odrzanskie, pe care a o obținuse de la ducele de Głogów în 1273–1274 în scopul de a obține banii pentru răscumpărarea sa.

### Încercarea de a obține regența Boemiei
În timp ce Henric însuși nu a luat parte la Bătălia de pe Marchfeld, el a trimis trupe regelui Ottokar al II-lea, a cărui moarte a fost o lovitură serioasă pentru ducele de Wrocław. La aflarea veștii că Ottokar a murit, Henric a încercat să obțină tutela fiului regelui, Venceslau, fiind una dintre rudele sale apropiate (bunica paternă a lui Henric, Ana de Boemia, era fiica regelui Ottokar I).
Cu toate acestea, el nu a avut succes. Regele Rudolf I a acordat tutela, respectiv guvernarea Boemiei, margrafului Otto al V-lea de Brandenburg din Casa de Ascania. Ca o compensație, regele romano-german l-a înfeudat pe Henric cu regiunea Kladsko din Boemia.
La moartea aliatului său din Boemia, Henric al IV-lea s-a împăcat cu regele Rudolf I și în 1280 a mers la tribunalul austriac din Viena, unde a încercat să obțină coroana regală poloneză.
Unii istorici cred că ducele de Wroclaw a acceptat să-l omagieze pe regele Rudolf pentru a putea obține tronul Poloniei. La acea vreme, el a încheiat o alianță cu ducele Vladislav de Opole, care a promis să-l ajute cu condiția ca fiica sa (care se numea probabil Constanța), care se căsătorise de curând cu Henric, să fie încoronată împreună cu el ca regină a Poloniei dacă acesta avea să obțină tronul polonez. 

### Încercarea de a obține autortatea supremă a regiunii Silezia și Poloniei
Relația lui Henric cu rudele sale din Silezia nu a fost una bună. În 1280 a fost atacat din nou de invazia ducelui de Legnica, Henric al V-lea cel Gras, care a fost susținută de margraful de Brandenburg.
În scopul de a normaliza situația, în luna februarie a anului următor, Henric a organizat o întâlnire la Sądowel, un sat situat în Ducatul Wroclaw, în scopul de a găsi modalități de cooperare reciprocă între Ducii Silezia. Cu toate acestea, Henric al IV-lea a avut alte planuri: imediat l-a capturat pe dușmanul său, Henric al V-lea, precum și pe proprii săi aliați, ducele Henric al III-lea de Głogów și Przemysl al II-lea al Poloniei Mari, în scopul de a obține concesii politice de la ei. Przemysł al II-lea a fost forțat să ofere teritoriul din Polonia de Jos, Wieluń (numit și Ruda) și să-i recunoască suzeranitatea lui Henric al IV-lea, prin omagiere. 
Cu toate acestea, nu toți ducii din Silezia i-au acceptat autoritatea: ducele Bolko I cel Strict, Conrad al II-lea de Hunchback și trei dintre fii lui Vladislav Opole, Cazimir de Bytom, Mieszko I de Cieszyn și Przemysław de Racibórz, erau complet împotriva politicii lui Henric. Cu ducii de Opole, situația a fost mai delicată: în 1287, Henric a obținut anularea căsătoriei sale cu sora lor, care a fost trimisă înapoi în țara ei. Al patrulea fiu a lui Vladislav, Bolko I, a rămas fidel politicii lui Henric.
Prima încercare a lui Henric de a prelua Provincia Seniorată la Cracovia a fost în 1280 - 1281, ca un răspuns pentru invazia pe care Marele Duce Leszek al II-lea cel Negru a făcut-o împotriva lui Wrocław. Cu toate acestea, expediția s-a încheiat fără succes.

### Henric al IV-lea, Mare Duce al Poloniei
La data de 30 septembrie 1288, Leszek al II-lea cel Negru, duce de Sieradz și Mare Duce al Poloniei, a murit fără moștenitori. Acest eveniment a deschis oportunitatea pentru Henric, pentru a-și finaliza planurile sale ambițioase de a obține Cracovia și titlul de Mare Duce. În acest scop, el a început să găsească aliații potriviti din 1287, când s-a împăcat cu Przemysl al II-lea, căruia îi returnase regiunea Wieluń. 
Concurenții majori ai lui Henric la tronul din Cracovia erau, fratele vitreg a lui Vladislav I Leszek al II-lea și ducele Boleslav al II-lea de Płock care conta pe suportul nobilimii din Polinia Mică. Totuși, ducele de Płock nu a reușit să obțină sprijinul castelanului Sulk Ursul, care era guvernatorul orașului. Pe 26 februarie 1289, sângeroasa bătălie de la Siewierz a avut loc între trupele ducelui Płock și Kuyavia și trupele lui Henric al IV-lea, susținut de regele Rudolf I și de ducii Opole, Głogów și Ścinawa. Bătălia s-a încheiat cu o victorie pentru coaliția Masovia-Kuyavia, iar doi dintre aliații lui Heric au fost uciși:  Duke Przemko de Ścinawa a fost ucis în luptă, și Duke Bolko I Opole a fost grav rănit și capturat de către Vladislav I.
În ciuda acesui succes, ducele Boleslav al II-lea de Płock a demisionat în mod neașteptat, lăsând moștenirea Cracoviei lui Vladislav I. Pe măsură ce războiul s-a transformat în favoarea sa, Vladislav I, cu sprijinul episcopului de Cracovia, Paul de Półkozic (care mai târziu a fost închis după ce s-a răzvrătit împotriva lui), a reușit să asedieze și să captureze castelul Wawel și a forțat trupele din Silezia să se retragă la Skala.
Cu toate acestea, Henric a regrupat forțele și a pornit împotriva Cracoviei în august 1289. Datorită trădării oștenilor din Cracovia și cu ajutorul franciscanilor, care l-au ascuns în mănăstirea lor, Henric a preluat cetatea și a fost recunoscut ca Mare Duce. Împotriva voinței sale, Henric a decis să rămână în Sandomierz.

### Politica internă
În timpul domniei sale, Henric a reușit să consolideze puterea peste ducatul său, cât și îmbunătățirea economiei. Ea a susținut progresul de minerit a orașelor, multe dintre ele primind legi germane sau diverse privilegii. De asemenea, fiind un om educat, vorbea fluent mai multe limbi și a sprijinit în mod activ cultură. Henric a fost un poet talentat, iar două dintre poemele sale au fost înregistrate în Codex Manesse. 

### Ultimii ani și moartea
Henric al IV-lea a murit subit în anul 1290, la vârsta de aproape 34 de ani. Detaliile morții sale au fost redate de cronicarul Ottokar de Stiria. Anul morții sale este acceptat fiind confirmat de numeroase surse. Ziua exactă a fost oferită de mai multe surse, prima fiind 23 iunie indicată de Biserica Sfântul Ioan Botezătorul. Există totuși și alte variante posibile ca: 24 iunie, 22 iulie sau aprilie.

#### Otrăvire
Despre adevărata cauză a morțiii lui Henric, au existat mai multe surse independente, acestea fiind mormintele ducilor Silezia, Cronica lui Jan Dlugosz, și cronicarii de mai târziu, cum ar fi Cronica Boemia și Cronica lui Ottokar de Stiria.
Potrivit lui Ottokar de Stiria, care pare să aibă cele mai precise detalii, Henric al IV-lea a aspirat la titlul de rege al Poloniei, cerându-i papei permisiunea de a fi încoronat. Negocierile au avut succes și Henric a trimis cadou la Roma suma de 12 000 de grzywna. Când trimisul său a ajuns în Italia s-a constatat că 400 de grzywna fusesră furați în timpul călătoriei, iar papa, înfuriat, a anulat înțelegerea la care ajunsese cu Henric. Deși trimisul de justiția dogelui Veneției, Henric a vrut să-l pedepsească. În scopul de a scăpa de răzbunarea ducelui, acesta a decis să scape de el: un avocat fals (fratele unuia dintre medicii ducelui), a fost angajat la curtea din Wroclaw și l-a otrăvit treptat pe Henric. Un alt medic, Guncelin, care a recunoscut simptomele intoxicației, a reușit să-l salveze pe duce de la o moarte iminentă, provocându-i vărsături pentru eliminarea otrăvii din organism. Asasinul nefiind însă descoperit, acesta a reușit să pună otrava pe cuțitul folosit de Henric pentru a tăia pâinea. Otrava a fost în cele din urmă detectată dar era prea târziu pentru a-l mai salva pe duce. Henric a murit, dar înainte a renunțat la pedepsirea criminalilor.

#### Asasini
Conform versiunii lui Ottokar de Styria, trebuiau căutați în oraș doi frați, unul avocat și celălalt medic. Singurele persoane care au putut fi identificate erau John (consilier al ducelui și avocat) și Jakob (medic cunoscut ca Magister), fii lui Goćwina, care fusese medicul din instanța de judecată a lui Henric al III-lea cel Alb. Se presupune că ei au acționat în numele lui Hernic al V-lea cel Gras, care voia să obțină coroana Cracoviei și titlul de Mare Duce, însă nu a existat nici o dovadă. Nici o altă persoană care să profite de pe urma morții ducelui și care să fie legată de condițiile morții acestuia, nu a fost găsită.

## Căsătorii
În martie 1280 Henric s-a căsătorit cu fiica ducelui Vladislav de Opole, care se numea probabil Constanța. După aproape șapte ani de căsătorie fără copii, ducele de Wroclaw a obținut anularea sub motive de sterilitate, deși acest fapt este contestat de istoricii moderni.
În 1288 Henric s-a căsătorit cu Matilda, fiica margrafului de Brandenburg-Salzwedel, Otto al V-lea cel Înalt. Nici din această căsătorie nu au rezultat copii. Istoricul Ewa Maleczyńska a afirmat că motivul real al divorțului lui Henric ar fi fost faptul că Henric a vrut să se căsătorească cu Matilda cu care avusese o relație.